# Pipreola jucunda
Pipreola jucunda е вид птица от семейство Cotingidae. Видът е незастрашен от изчезване.

## Разпространение и местообитание
Разпространена е в субтропическите и тропични планински гори на Колумбия и Еквадор.